# Nónay Dezső
Nónay Dezső (Felsővisó, (Máramaros megye), 1857. július 12. – Esztergom, 1939. szeptember 20.) tábornok és tanár.

## Életútja
Nónay János orvos és Girsik Mária fia. Miután végzett tanulmányaival a budapesti műegyetemen, 1877 októberében mint egy évi önkéntes a császári és királyi 65. gyalogezredhez vonult be, ahonnan a 60. gyalogezredhez helyezték át. Részt vett 1878-ban Bosznia okkupációjában, ütközetben azonban nem vett részt. 1878 novemberében tartalékos hadnaggyá nevezték ki. 1883 októberében a 33. honvéd zászlóalj szabadságolt állományába helyezték át.
1884 májusában ténylegesítés céljából bevonult és 1885. november 1-jén a tényleges állományba és egyidejűleg a 40. honvéd zászlóaljhoz helyezték át. 1886–87-ben végezte a felsőbb tiszti tanfolyamot. 1887 májusában főhadnaggyá lépett elő, 1890 januárjában a 9. honvéd gyalogezredhez helyezték át, 1890–91-ben a III. honvéd kerületi parancsnoksághoz volt vezényelve, s ott 1891. november 1-jén századossá léptették elő; ezen időtől 1896. őszig századparancsnok volt a 9. honvéd gyalogezrednél. 1896–97-ben a törzstiszti tanfolyam hallgatója és 1897. októbertől tanári minőségben a Ludovika Akadémián állt alkalmazásban.
A Ludovika Akadémia Közlönyében mint levelező tag működött közre; cikke (Uo. 1893. Az orosz katonai léghajózás szervezete és a léghajós osztagok működése a hadgyakorlatok alatt).

## Művei
- A volt m. kir. szegedi 5. honvéd gyalogezred a világháborúban [1931]